# Роккавальдина
Роккавальдина (итал. Roccavaldina, сиц. Roccavaddina или A Rocca) — коммуна в Италии, располагается в регионе Сицилия, в провинции Мессина.
Население составляет 1159 человек (2008 г.), плотность населения составляет 193 чел./км². Занимает площадь 6 км². Почтовый индекс — 98040. Телефонный код — 090.
Покровителем коммуны почитается святитель Николай Мирликийский, чудотворец, празднование 6 декабря.

## Демография
Динамика населения:

## Администрация коммуны
- Официальный сайт: https://web.archive.org/web/20090802084742/http://www.comune.roccavaldina.me.it/